# Óxido de itrio(III)
El óxido de itrio es un compuesto de itrio y oxígeno, cuya fórmula química es Y2O3. Es una sustancia sólida blanca, estable al aire. El óxido de itrio se utiliza como material de partida común en ciencia de materiales, así como para obtener compuestos inorgánicos.

## Ciencia de materiales
Es el compuesto de itrio más importante y es ampliamente utilizado para fabicar sustancias luminiscentes que dan el color rojo a los píxeles de los tubos de imagen de televisión como el vanadato de ytrio (YVO4) dopado con europio o el Y2O3 dopado con europio. El óxido de itrio también se utiliza para hacer granates de hierro e itrio, que son filtros de microondas muy eficaces.
Y2O3 se utiliza también para elaborar el superconductor de alta temperatura YBa2Cu3O7, conocido como "1-2-3" para indicar la relación entre sus componentes metálicos:
2 Y2O3 + 8 BaO + 12 CuO + O2 → 4 YBa2Cu3O7
Esta síntesis se realiza típicamente a 800 °C.
La conductividad térmica del óxido de itrio es de 27 W/(m·K).

## Síntesis inorgánica
El óxido de itrio es un importante punto de partida para compuestos inorgánicos. En química organometálica este compuesto se convierte en YCl3 en una reacción con ácido clorhídrico concentrado y cloruro de amonio.

## Láseres
La cerámica Y2O3 es un posible material para láseres de estado sólido. En particular, los láseres con iterbio como dopante permiten el funcionamiento eficaz tanto en la operación de onda continua (CW) como en régimen de pulsos. Con una alta concentración de excitaciones (del orden de 1%) y una refrigeración pobre,  se produce la extinción de la emisión a la frecuencia del láser y la emisión de la avalancha de banda amplia
.